# Fotbal Club Viitorul Constanța 2014-2015
Questa voce raccoglie le informazioni riguardanti il Fotbal Club Viitorul Constanța nelle competizioni ufficiali della stagione 2014-2015.

## Rosa
| N. |                        | Ruolo | Calciatore     |
| -- | ---------------------- | ----- | -------------- |
| 1  | Romania (bandiera)     | P     | Arpad Tordai   |
| 3  | Romania (bandiera)     | D     | Bogdan Mitrea  |
| 4  | Romania (bandiera)     | D     | Cristian Manea |
| 5  | Romania (bandiera)     | D     | Adrian Puțanu  |
| 7  | Romania (bandiera)     | C     | Silviu Pană    |
| 9  | Romania (bandiera)     | A     | Cristian Gavra |
| 10 | Romania (bandiera)     | C     | Florin Tănase  |
| 12 | Romania (bandiera)     | P     | Cătălin Cabuz  |
| 14 | Romania (bandiera)     | D     | Iulian Mamele  |
| 15 | Romania (bandiera)     | D     | Bogdan Țîru    |
| 16 | Romania (bandiera)     | C     | Dragoș Nedelcu |
| 17 | El Salvador (bandiera) | A     | Nelson Bonilla |
| 18 | Romania (bandiera)     | C     | Răzvan Marin   |
| 20 | Romania (bandiera)     | C     | Ianis Hagi     |
| 22 | Romania (bandiera)     | C     | Ciprian Perju  |

| N. |                               | Ruolo | Calciatore         |
| -- | ----------------------------- | ----- | ------------------ |
| 23 | Romania (bandiera)            | C     | Cristian Daminuță  |
| 24 | Macedonia del Nord (bandiera) | C     | Boban Nikolov      |
| 25 | Romania (bandiera)            | C     | Daniel Gheorghe    |
| 27 | Romania (bandiera)            | A     | Florin Cioablă     |
| 28 | Romania (bandiera)            | A     | Alexandru Mitriță  |
| 29 | Romania (bandiera)            | D     | Robert Hodorogea   |
| 30 | Romania (bandiera)            | C     | Romario Benzar     |
| 31 | Romania (bandiera)            | P     | Alexandru Buzbuchi |
| 35 | Romania (bandiera)            | C     | Adrian Boitoș      |
| 91 | Romania (bandiera)            | C     | Alexandru Neacșa   |
| 92 | Romania (bandiera)            | A     | Alin Cârstocea     |
| 95 | Romania (bandiera)            | A     | Ionuț Vînă         |
| —  | Romania (bandiera)            | C     | Cătălin Munteanu   |
| —  | Romania (bandiera)            | P     | Călin Albuţ        |
| —  | Romania (bandiera)            | D     | Paul Pârvulescu    |